# 布列塔尼大區
布列塔尼大區（法語：Bretagne，法語發音：[bʁətaɲ] ⓘ）是位于法国西北部的布列塔尼半岛、英吉利海峡和比斯开湾之间的一个大区，首府是雷恩。

## 历史
布列塔尼人来源颇为复杂。有一部份人是原始高卢人的后裔，另一部分是大不列颠岛西南部的威尔士人和康沃尔人的后裔。由于英格兰人的入侵他们往南迁徙，越过英吉利海峡，到达布列塔尼定居。而由不列颠迁移至此的海岛凯尔特人的语言和当地民族的语言很相近，经过了漫长的岁月的融合，成为现代的布列塔尼人。在法语中，大不列颠（Grande Bretagne）就是“大布列塔尼”，而英语当中的“布列塔尼”（Brittany）一词的意思就是“小不列颠”，由此可见此地人民和不列颠岛之间的渊源关系。
直到15世纪，布列塔尼是完全独立的公国，处于法国和英国两个大国的影响下。
1499年，布列塔尼女公爵布列塔尼的安妮（法语：Anne de Bretagne，布列塔尼語：Anna Breizh）嫁给法国国王路易十二，此后布列塔尼失去了自治权。1532年，布列塔尼公国正式成为法国的一部分。
在法国大革命之前，布列塔尼是按照主教的管辖区（法语：évéché）而划分的。1790年法国大革命期间，布列塔尼被划分成五个省，即莫尔比昂省（Morbihan）、北滨海省（Côtes-du-nord，1990年改名为Côtes-d'Armor，即今天的阿摩尔滨海省）、菲尼斯泰尔省（Finistère）、伊勒-维莱讷省（Ille-et-Vilaine）以及下卢瓦尔省（1956年改名为Loire-Atlantique，即大西洋卢瓦尔省）。按照当时的行政体制，省是最大的行政单位。法国政府把布列塔尼分成几个省，而不承认这几个省之间在历史上和文化上的联系，等于否定了布列塔尼作为一个地区的存在。
在1956年，法国政府建立一个新的行政单位：大区（Région），每个地区由几个省组成。现在的布列塔尼地区由莫尔比昂省、阿摩尔滨海省、菲尼斯泰尔省、伊勒-维莱讷省四个省组成，而大西洋卢瓦尔省被划入另外一个地区。很多布列塔尼人对此表示不满，认为该省应该归回布列塔尼。
时至今日，布列塔尼人当中仍然有一些民族主义者认为，该地区应该获得完全的政治独立。少数激进分子选择了暴力斗争，布列塔尼解放阵线（Armée Révolutionnaire Bretonne, ARB）就是一个典型的例子，法国警方认为，2000年4月19日发生在布列塔尼地区一家麦当劳餐馆附近的炸弹爆炸案，很可能就是该组织所为。在这次爆炸中，一名妇女身亡。
布列塔尼也被分为阿摩尔（Armor，即“滨海地区”）和阿戈阿特（Argoat，即“森林地区”），因为沿海地区的居民和大陆内地的居民在文化和生活方式等方面显示出许多不同之处。

## 传统文化
布列塔尼的传统语言是布列塔尼语，但是这种语言现在面临消亡。至今，仍然使用布列塔尼语的地区在西部莫尔比昂省、阿摩尔滨海省和非尼斯泰尔省三个省。自从12世纪，伊勒-维莱讷省和大西洋卢瓦尔省的地区放弃了布列塔尼语而换用法语。使用布列塔尼语的地区被称为Breizh Isel / Basse Bretagne “下布列塔尼”（因为离法国中心距离比较远），而换用法语的地区叫Breizh Uhel / Haute Bretagne “上布列塔尼”。布列塔尼东部的法语方言为加洛语，这种方言有布列塔尼语的底层。
布列塔尼的特产食品包括：
- 薄饼（法语：crêpe、布列塔尼语：krampouezhenn）
- 蜜糖酒（布列塔尼语：chouchen）
- 奶油烘饼（法語：galette、布列塔尼语：kouign amann）*
- 苹果酒（法语：cidre、布列塔尼语：sistr）。

## 玫瑰海岸
从布雷斯特到雷恩两城之间的粉红色海岸，位于布列塔尼北部，被称为玫瑰海岸（Côte de Granit Rose）。这一带可以看到许多玫瑰红色花岗岩散落在海岸，奇形怪状的石头形成了极为特殊的景观，这些石头在阳光照射下显示浪漫的玫瑰色，而石头本身就透着淡淡的粉红色，而且还散布着点点的光芒。
高卢海岸（Côte du Goêlo）位于玫瑰海岸东面，从Pointe de L’Arcouest出发，可搭乘船前往布雷阿岛。
普卢格雷斯康海岸Plougrescant拥有十分特殊的地质景观，包括海蚀地形、海水退去后形成的咸水湖。这是数万年前火山爆发后，熔岩遇水急速冷却所形成的特殊景观。黑色岩石及崎岖的地形，是这一区海岸的一大特色。

## 布列塔尼地区著名景点
- 拉兹岬角（La pointe du Raz）
- 克罗宗半岛（La presqu'île de Crozon）
- 粉色海岸（La Cote de Granit Rose）及沿岸极具魅力的小城；拉尼永（Lannion）、佩罗斯吉雷克（Perros-Guirec）、普勒默尔博杜（Pleumeur-Bodou）、特雷伯当（Trebeurden）、特雷加斯泰勒（Trégastel）
- 莫尔比昂海湾（Le golfe du Morbihan）
- 坎佩尔、基伯龙、坎佩莱、孔卡尔诺等小渔村
- 著名的拉博勒（La Baule）海滨度假村
- 埃姆罗德海岸（La Cote d'Émeraude）的“海盗城”圣马洛（Saint-Malo）、迪纳尔（Dinard）和迪南（Dinan）
- 在菲尼斯泰尔省朗波勒吉米利欧（Lampaul-Guimiliau）以及阿摩尔滨海省特雷吉耶（Tréguier）的教堂围墙
- 凯尔特人的古老神秘的石阵遗址
- 天然海港罗斯科夫的塔拉多（Thalado）生物研究中心与海藻探索中心
- 神化般的布罗塞利扬德（Brocéliande）森林
- 阿摩里卡地区自然公园（Parc naturel regional d'Armorique）中的阿雷山脉（Les monts d'Arrée）
- 格莱南（Glenans）群岛的航海学校